# Добрич (Ямболская область)
Добрич (болг. Добрич) — село в Болгарии. Находится в Ямболской области, входит в общину Елхово. Население составляет 99 человек.

## Политическая ситуация
Добрич подчиняется непосредственно общине и не имеет своего кмета.
Кмет (мэр) общины Елхово — Петыр Андреев Киров (коалиция партий: Граждане за европейское развитие Болгарии (ГЕРБ), Демократы за сильную Болгарию, Земледельческий народный союз, Союз демократических сил, Союз свободной демократии) по результатам выборов.